# Ansamblul urban „Centrul istoric al orașului Cluj”
Ansamblul urban „Centrul istoric al orașului Cluj” este un monument istoric aflat pe teritoriul municipiului Cluj-Napoca.

## Delimitare
Gara Cluj, limita nordică a peronului, fontul nordic al str. Căii Ferate, podul feroviar peste Someș, str. Răsăritului până la str. Ecaterina Varga, str. Ecaterina Varga, frontul estic, str. Petrila, frontul sudic de la nr. 14 la 2, Parcul Feroviarilor limita estică, Parcul Feroviarilor limita sudică, malul stâng al Someșului între Str. Deltei și Str. Spitalului, str. Decebal, de la nr. 105 la nr. 47 și latura sudică a parcelei, str. Decebal nr. 50, latura sudică, Str. Traian nr. 41, frontul vestic al Str. Traian de la nr. 41 la nr. 11, latura sudică a parcelei str. Traian nr. 14, traversare Someș, str. Iașilor frontul nordic de la nr. 23 pană la str. Constanța, str. Constanța frontul vestic de la nr. 39 la nr. 13, frontul nordic al str. Bălcescu nr. 1-15, limita estică a parcelei str. Bălcescu nr. 6, str. Argeș, frontul nordic de la nr. 9 la nr. 21, str. Paris, frontul vestic de la nr. 7 până la nr. 21 Decembrie, str. Pitești, frontul vestic, între Str. 21 Decembrie și Str. Dobrogeanu Gherea, fundul parcelelor Str. Dorobanților nr. 23-35, str. Năvodari frontul vestic, latura estică a parcelei str. 21 Decembrie nr. 40, latura estică a parcelei str. Dostoievski 47, str. Dostoievscki frontul nordic de la 47 la nr. 27, str. Valeriu Braniște frontul vestic, str. Titulescu frontul nordic intre str. Valeriu Braniște și pta Cipariu, str. Anatole France frontul sud-vestic, limita dintre parcelele str. Delavrancea nr. 6 și nr. 8, limita dintre parcelele str. Axente Sever nr. 3 si 5, limita dintre parcelele str. Brîncoveanu nr. 3 și 5, limite dintre parcelele str. Brâncoveanu nr. 4 și 6, fundul de parcele str. Budai Deleanu nr. 21-43, str. Măcinului, frontul nordic între str. Budai Deleanu și Str. Zărnești, str. Maiorescu frontul nordic, str. Predeal, frontul vestic, intre str. Maiorescu și str. Ady Endre, str. Andy Endrefundul de parcelă de la nr. 42 la 26, str. Vulcan fundul de parcelă de la nr. 19 la 49, Calea Turzii nr. 95-117, pe fundul de parcelă, limitaîntre parcelel Calea Turzii nr. 117 și 119, limita sudică șivestică a parcelei Calea Turzii nr. 120, limita dintre parcelele str Șoimului nr. 6 și 8, Str. Șoimului frontul sudic de la nr. 6 pină la str. Republicii, str. Republicii nr. 104 până la 80 pe fundul de parcelă, extremitatea vestică str. Cireșilor frontul nordic, str. Pasteur, frontul estic între Str. Cireșilor și Speranței, str. Speranței, frontul nordic, de la str. Pasteur pînă la nr. 23, limita de parcelă intre Str. Pasteur nr. 23 și 25, fundul de parcelă la Str. Pasteur nr. 23 la nr. 1, fundul de parcelă str. Marinescu de la nr. 41 la nr. 25, limita intre parcele str. Marinescu nr. 25 și 23, str. Marinescu frontul nord- vestic între nr. 42 și 30, limita de parcelă intre str. Marinescu nr. 30 și 28, limita de parcelă între parcelele str. Hașdeu nr. 29 și 27, str. Hașdeu frontul sudic de la nr. 29 pană la str. Marginașă. Limita sudică a parcelei str Manășturului nr. 3, limita dintre parcelee str. Plopilor nr. 17-19, str. Plopilor frontul sudic de la nr. 19 pînă la Canalul Morii, Canalul Morii malul nordic intre Str. Berăriei și Salcâmului, limita suidcă și vestică a parcelei Str. Salcîmului nr. 28, str. Uzinei Electirce, frontul estic intre Str. Salcâmului și Aleea Parcului, Aleea Parcului, frontul sudic între Str. Uzinei Electrice și str. Coșbuc, Str. Coșbuc între Aleea Parcului și Râul Someș, malul nordic al râului Someș până la podul Napoca, str. Dragalina, frontul sudic, limita estică aparceleistr. Dragalina nr. 70, fundul de parcele str. Șerpuitoare nr. 1-27, limita estică a bazei sportive dintre Str. Șerpuitoare și str. Augustin Bunea, str. Călărașilor frontul nordic, str. Cetății frontul vestic între nr. 32 și 2, str. Mecanicilor frontul estic până la Pta Gării, podul rutier peste calea ferată, limita sudică, vestică și nordică a parcelei str. Tudor Vladimirescu nr. 2-4, str. Locomotivei, frontul vestic între Str. Maiacovschi și podul rutier peste calea ferată, Gara Cluj, limita nordică a peronului, în dreptul gării.. 